# Long Tân, Nhơn Trạch
Long Tân là một xã thuộc huyện Nhơn Trạch, tỉnh Đồng Nai, Việt Nam.

## Địa lý
Xã Long Tân có diện tích 35,58 km², dân số năm 1999 là 6923 người, mật độ dân số đạt 195 người/km².

## Hành chính
Xã Long Tân được chia thành 3 ấp: Bình Phú, Long Hiệu, Vĩnh Tuy.